# Acces deschis în Portugalia

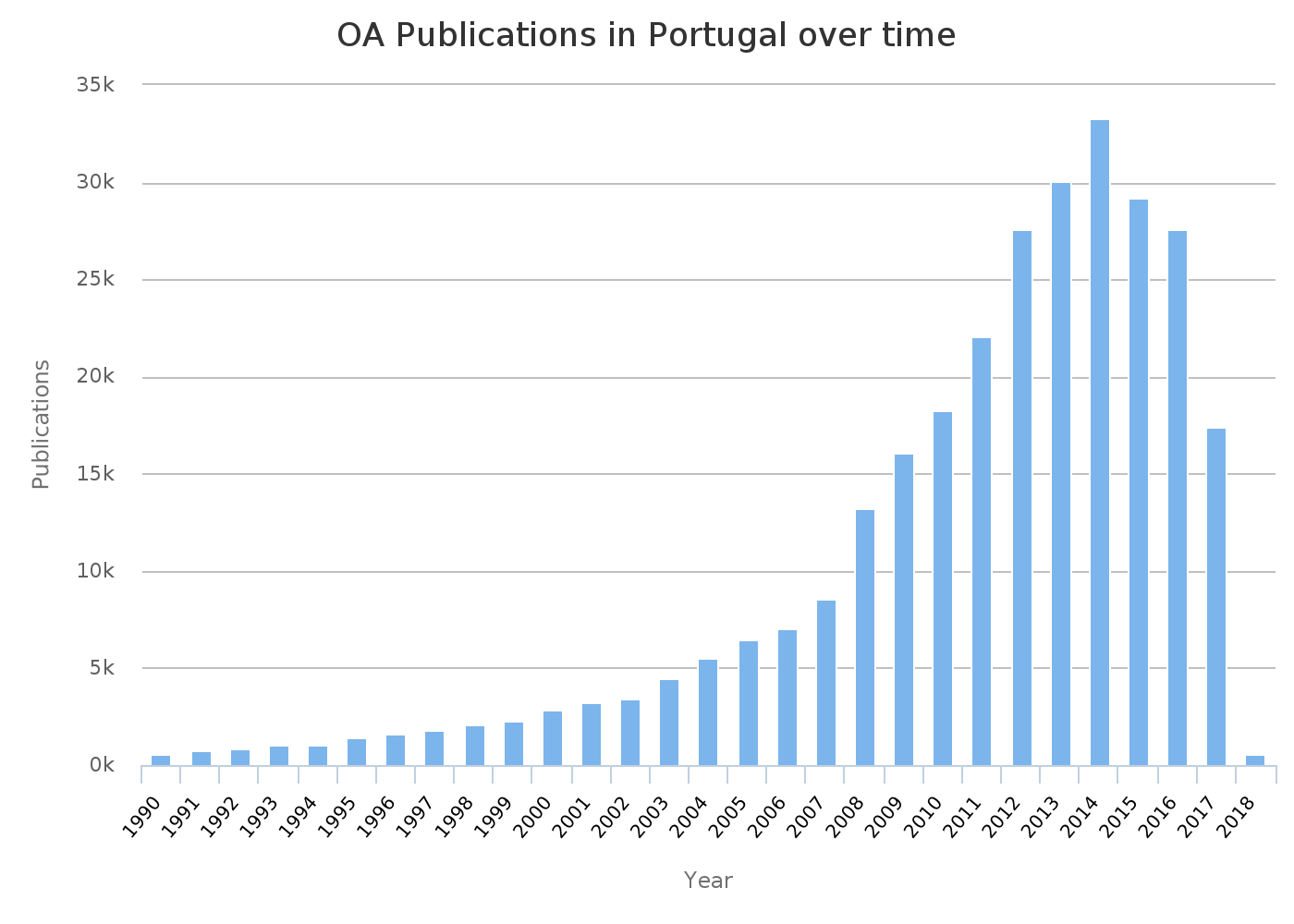
Creșterea numărului de publicații cu acces deschis din Portugalia în perioada 1990-2018

În Portugalia, primele inițiative privind accesul deschis au fost realizate de Universitatea din Minho prin crearea RepositóriUM în 2003 și prin definirea unei politici instituționale de auto-arhivare în 2004. RepositóriUM este o arhivă instituțională a acestei instituții de învățământ și a fost creată cu scopul de a stoca, păstra, disemina și oferi acces în format digital la producția intelectuală a Universității din Minho.
În anii următori a fost inițiat SciELO Portugalia, un proiect privind publicarea revistelor cu acces deschis și înființarea de noi baze de date libere în mai multe instituții de învățământ superior. Registrul central științific cu acces deschis al Portugaliei (RCAAP) a fost lansat în 2008.
În urma unui acord semnat între miniștrii științei și tehnologiei din Portugalia și Brazilia în octombrie 2009, prima conferință lusitano-braziliană privind accesul deschis a avut loc în noiembrie 2010, la Braga, în Portugalia.
Politicile de acces deschis ale principalei agenții de finanțare a cercetării științifice din țară, Fundação para a Ciência e Tecnologia (Fundația pentru Știință și Tehnologie, FCT), au intrat în vigoare la 5 mai 2014.

## Arhive cu acces deschis
În Portugalia există un număr semnificativ de colecții de studii găzduite în arhive digitale cu acces deschis. Acestea conțin articole de ziar, capitole de carte, date și alte rezultate ale cercetării care pot fi citite gratuit.